# پتیروو
پتیروو (به لاتین: Ptýrov) یک منطقهٔ مسکونی در جمهوری چک است که در ناحیه ملادا بولسلاو واقع شده‌است. پتیروو ۱۷۷ نفر جمعیت دارد.

## نگارخانه

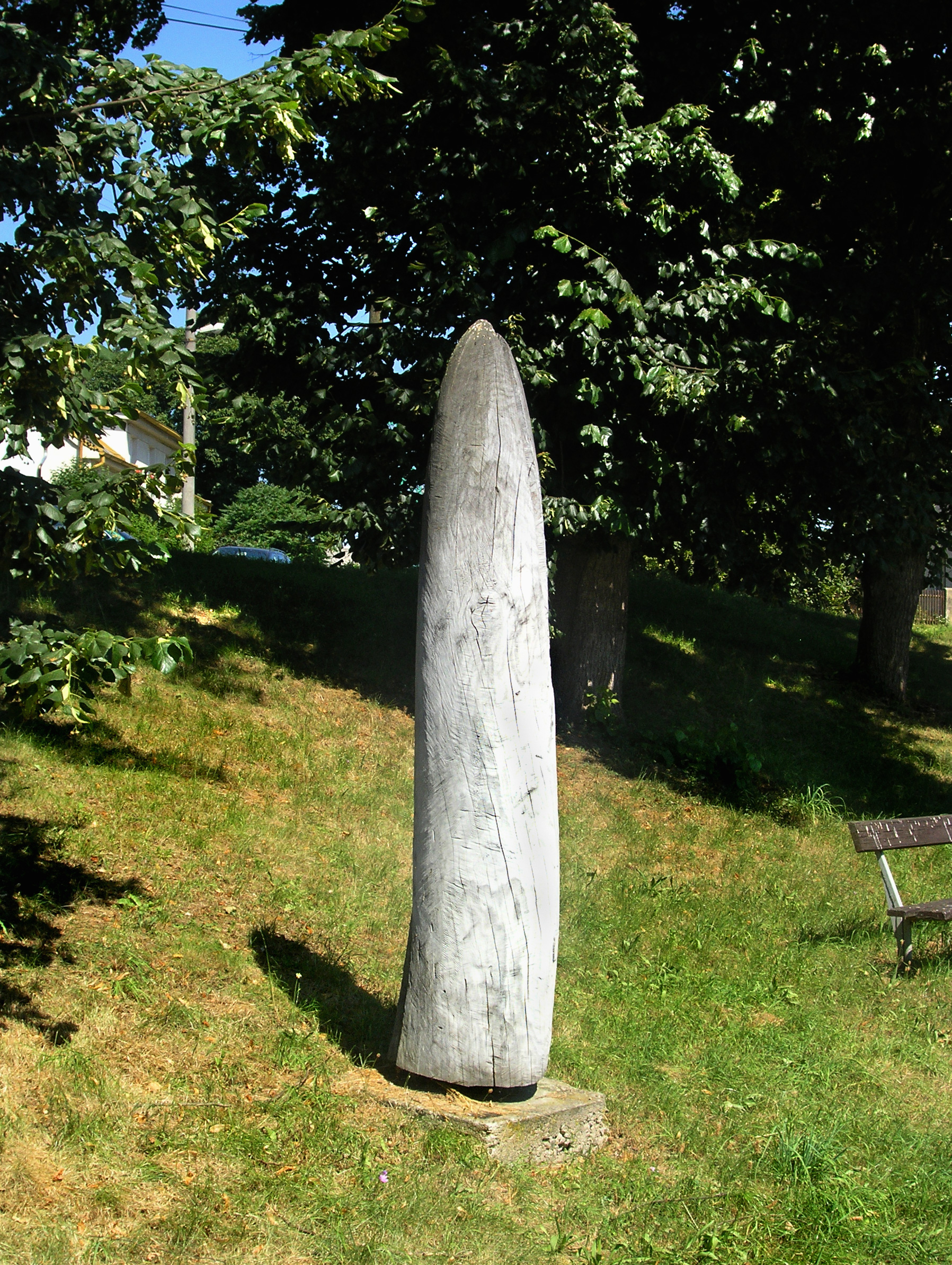
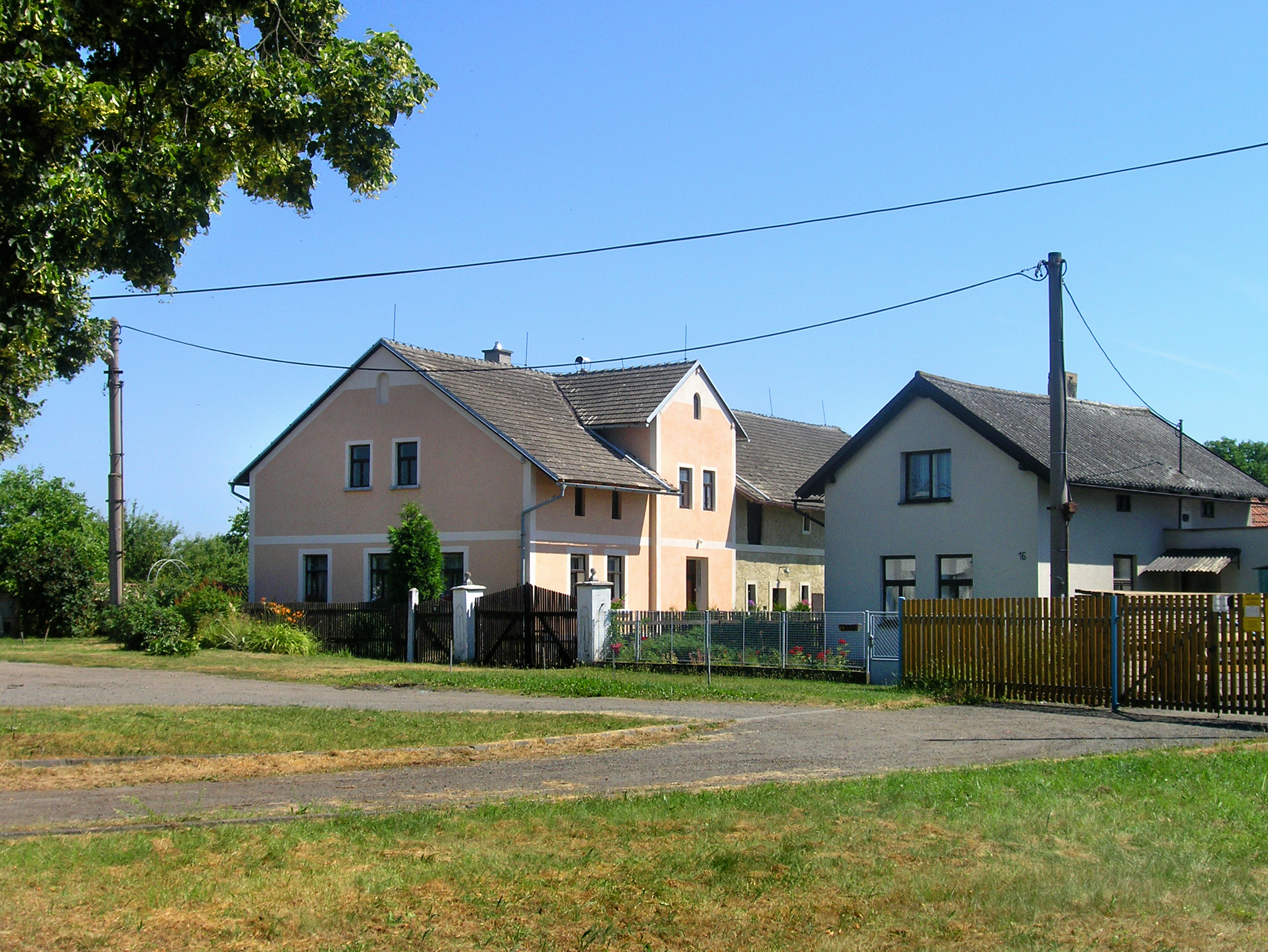